# Dasyprocta azarae
Agouti d'Azara
Espèce
Statut de conservation UICN

 DD : Données insuffisantes
L'Agouti d'Azara (Dasyprocta azarae) est une espèce de rongeurs de la famille des Dasyproctidae. C'est une espèce menacée de mammifère terrestre frugivore, vivant en Amérique du Sud (Argentine, Brésil et Paraguay).
L'espèce a été décrite pour la première fois en 1823 par le médecin, explorateur et zoologiste allemand Martin Heinrich Carl von Lichtenstein (1780-1857). Elle est ainsi nommée en hommage à Félix de Azara, un militaire, ingénieur et naturaliste espagnol (1746-1811). 

## En milieu naturel

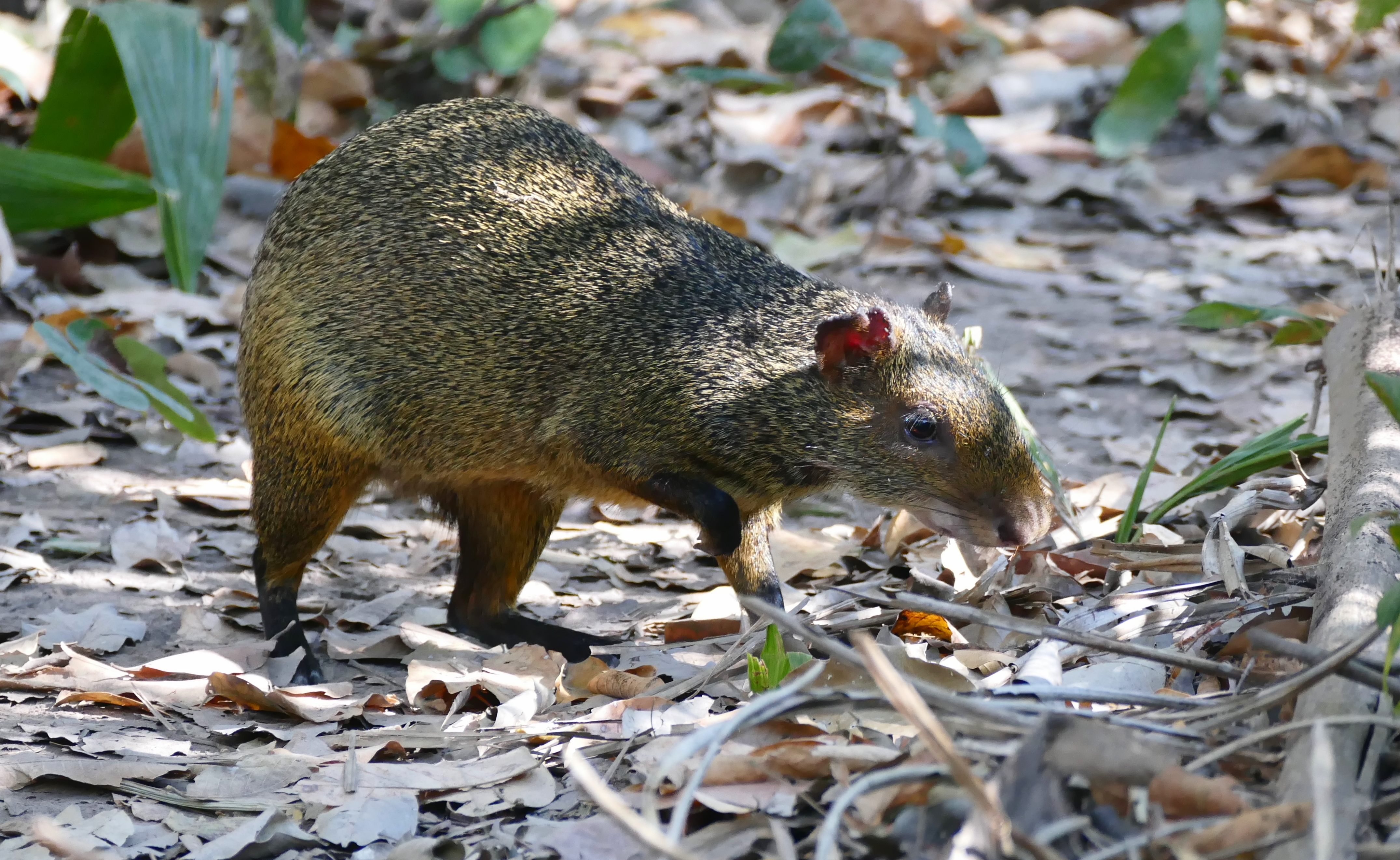
Agouti d'Azara (Mato Grosso, Brésil)

L'agouti d'Azara est actuellement un sujet d'étude des scientifiques qui connaissent encore peu de choses de sa situation dans le milieu naturel. Les études ont montré qu'il occupe une aire de répartition située entre le sud du Brésil, le nord de l'Argentine et le Paraguay et qu'il vit uniquement en forêt tropicale humide. Sa coloration rappelle celle de l'agouti doré dont il se différencie par sa constitution moins robuste.

## En captivité
.

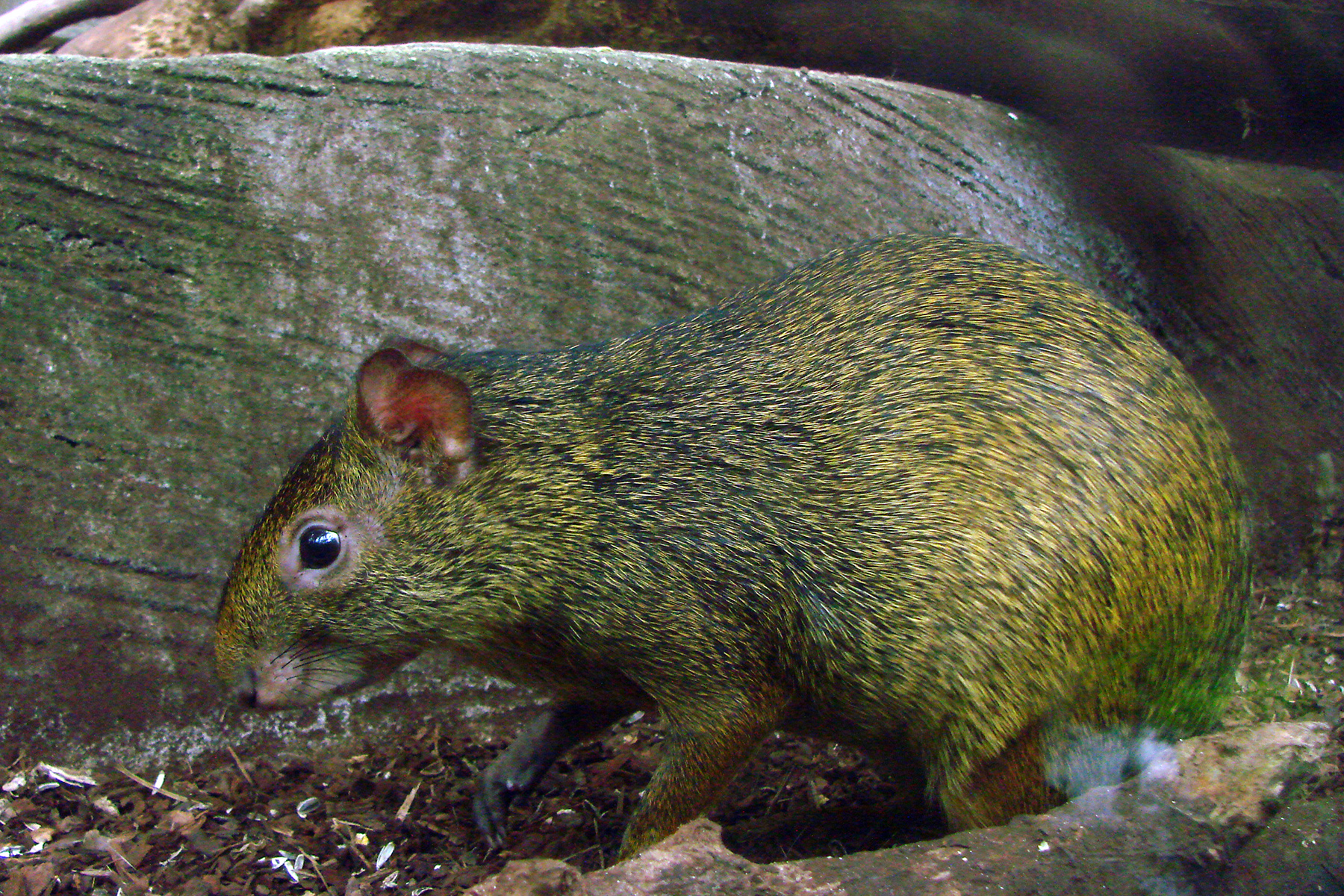
Agouti d’Azara au ZooParc de Beauval, Loir-et-Cher

L'agouti d'Azara est très rare en captivité et ce n'est que grâce à une importation récente[Quand ?] d'Amérique du Sud que les premiers parcs européens ont pu en présenter.